# Zhao Hongbo
Zhao Hongbo (n. 22 septembrie 1973, Harbin, Republica Populară Chineză) este un patinator artistic chinez, medaliat olimpic. A participat la 4 ediții ale Jocurilor Olimpice (1998, 2002, 2006, 2010) în care a câștigat o medalie de aur și o medalie de bronz.